# Idaea zernyi
Idaea zernyi är en fjärilsart som beskrevs av Lucas 1934. Idaea zernyi ingår i släktet Idaea och familjen mätare. Inga underarter finns listade i Catalogue of Life.